# Christophe Beau
Pour les articles homonymes, voir Beau (homonymie).
 (décembre 2008).
Christophe Beau est un violoncelliste français né le 25 décembre 1967.
Il est directeur artistique du festival de musique de chambre de Belle-Île-en-Mer Plage musicale en Bangor qu'il a fondé en 2006.

## Formation
En 1981, il entre au CNR de Paris, où il est élève dans la classe de Marcel Bardon notamment. Il obtient une Médaille d'Or (1985), un Premier Prix d'Excellence de violoncelle (1986) ainsi qu'un Premier Prix de Virtuosité (1987, classe d'André Navarra) et un Premier Prix de Virtuosité en musique de chambre (classe de Paul Boufil et Noël Lee).
En 1988, il entre au Conservatoire national supérieur de musique de Lyon où il travaille aux côtés d'Yvan Chiffoleau et obtient un Premier Prix de violoncelle avec mention. Il y suit également l'enseignement de Jean-Louis Florentz en ethnomusicologie.

## Carrière
En 1992, il devient membre de l'ensemble des Virtuoses de France.
En 1993, sélectionné par l'European Mozart Foundation, il part à Prague suivre les master classes de musique de chambre dirigées par Sandor Vegh, Maurice Bourgue, Charles Rosen et Boris Pergamenschikov.
Il se produit dans les Mardis de la Musique de Chambre de Radio France avec l'ensemble De nos jours et est membre d'un sextuor à cordes de l'Atelier instrumental d'expression contemporaine avec lequel il enregistre un disque de Nicolas Bacri et Luis de Pablo.
En 1994, il cofonde le festival Musiques en Ecrins, dont il est le directeur artistique.
La même année, il entre dans l'octuor Les Violoncellistes.
Nommé assistant au Conservatoire national supérieur de musique de Paris, il obtient en 1995 le C.A. de violoncelle et enseigne ensuite au C.N.R. de Caen, ainsi qu'au conservatoire du 5e arrondissement de Paris, où il prend en charge des classes de violoncelle et de musique de chambre.
De 1995 à 1998, il réside à l'abbaye de La Prée, résidence d'artistes de l'Indre (36), où il participe aux Rencontres Musicales.
Il travaille désormais au conservatoire supérieur à Lyon.

## Formations musicales
- Membre du quatuor Ravel, avec lequel il se produit chaque année au Japon depuis 2000.
- Membre du trio Schubert.
- Membre de l'ensemble Accroche Note.

## Enregistrements
- 1997 : Impressions d'Espagne - Manuel de Falla, Enrique Granados, Williams
- 2004: Trio no.1 op 49 de Mendelssohn, avec Carine Zafirian (piano) et Karine Gillette (violon). Ed. privée de la société UNISYS France, enregistré le 22 novembre 2004 à la salle Gaveau par Dissonance Production.

## Premiers pas au cinéma
En 2008, il s'essaie à la comédie dans le film Avoue que tu mens de Serge Roullet, où il interprète le rôle de Gabriel.